# Sopron–Ebenfurt-vasútvonal
Az osztrák-magyar határon átnyúló Sopron–Ebenfurt-vasútvonal egyvágányú, 1988. május 27-től villamosított. A rajta lévő 7 állomással együtt a Győr–Sopron–Ebenfurti Vasút (GYSEV) tulajdona, saját kezelésben áll.

## Az állomások képei

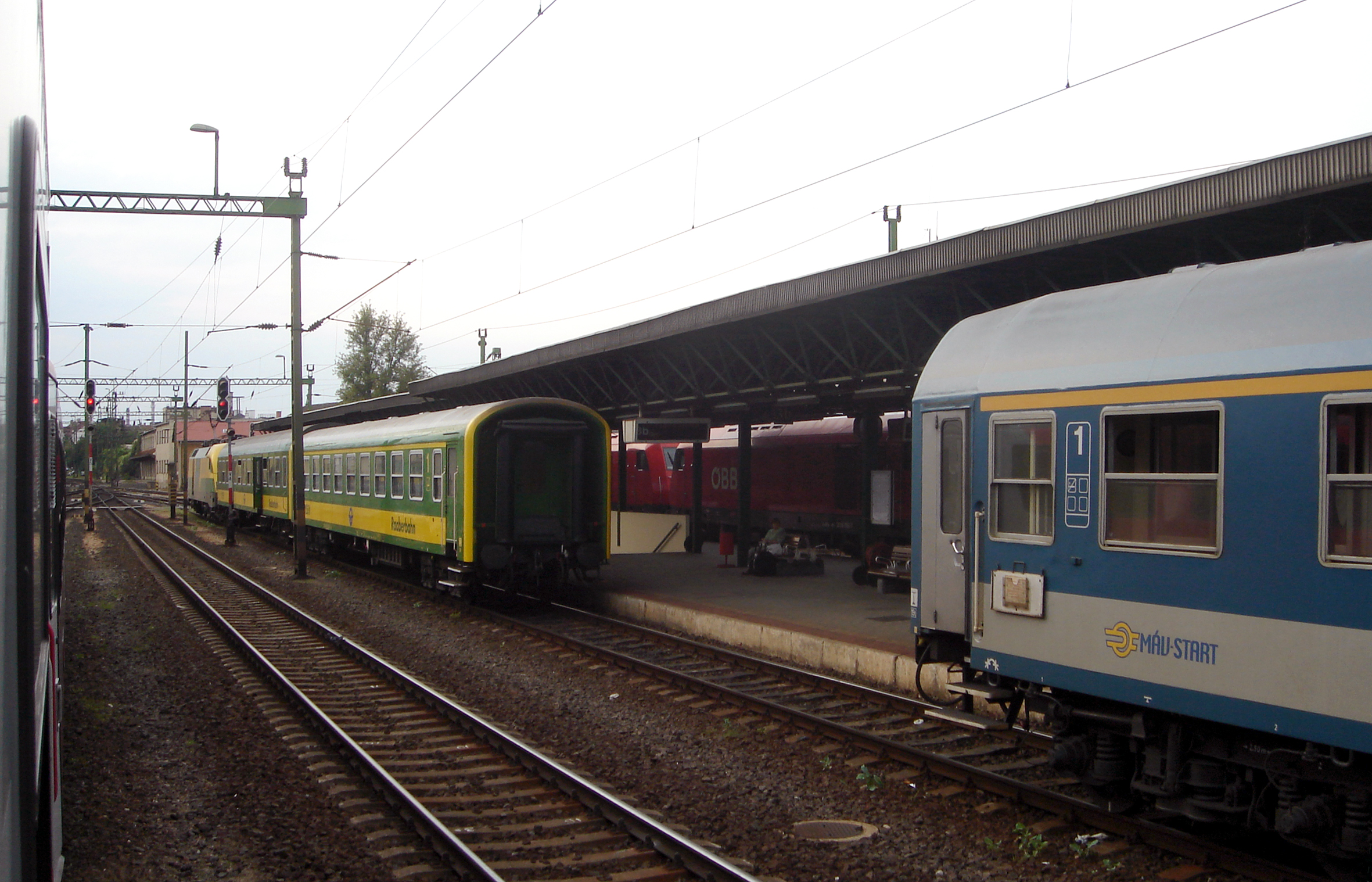
Sopron
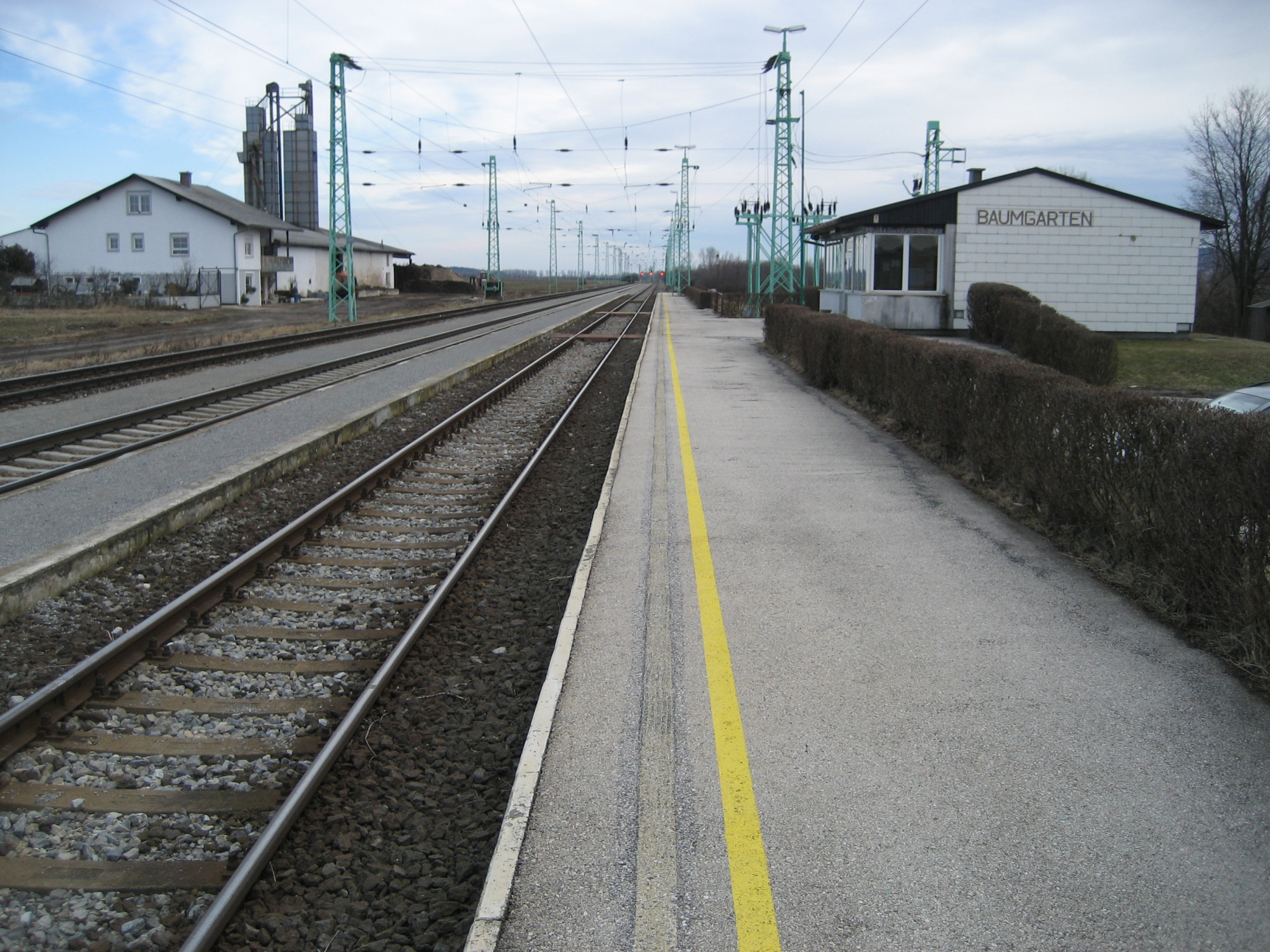
Sopronkertes
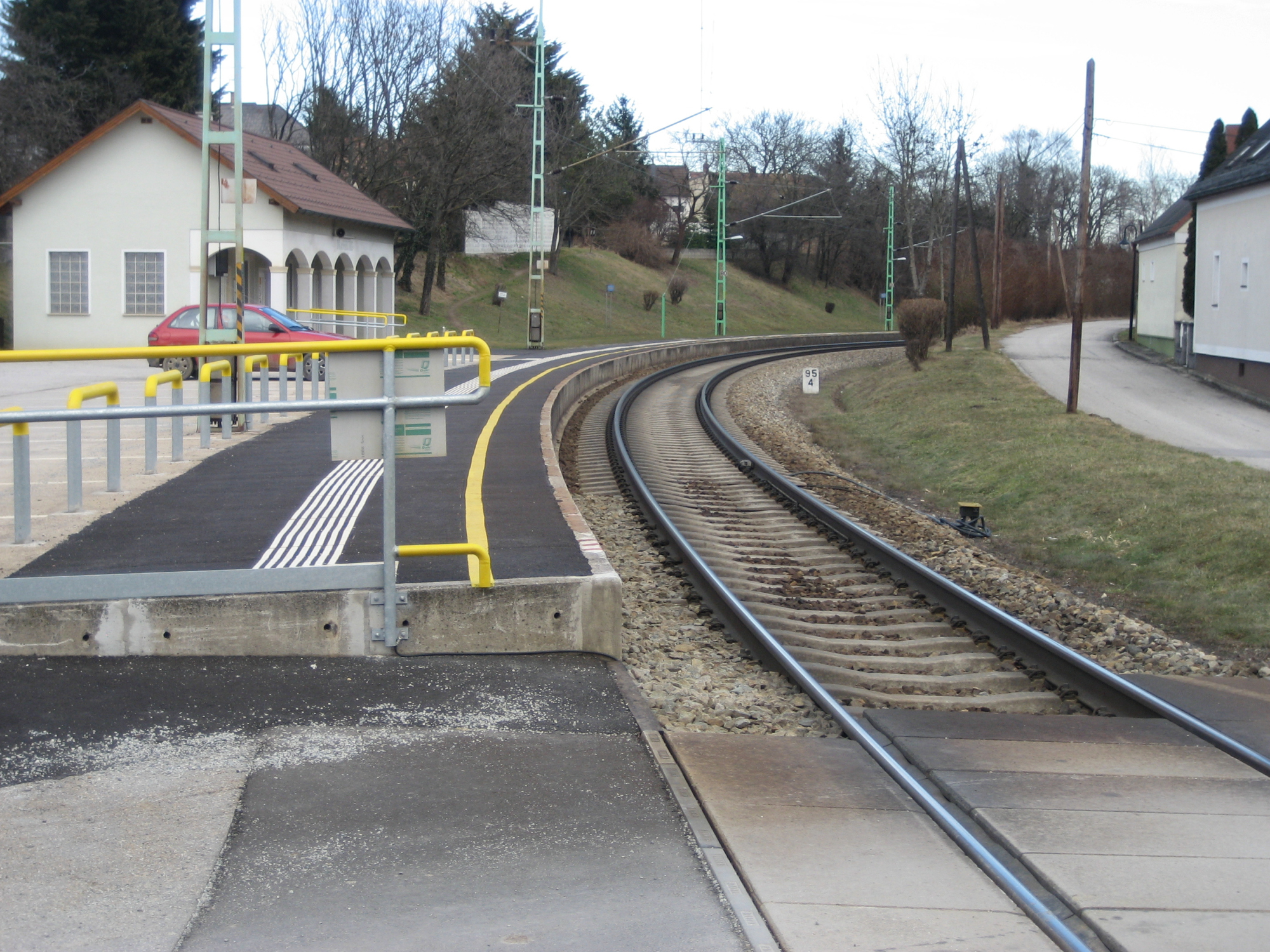
Darufalva
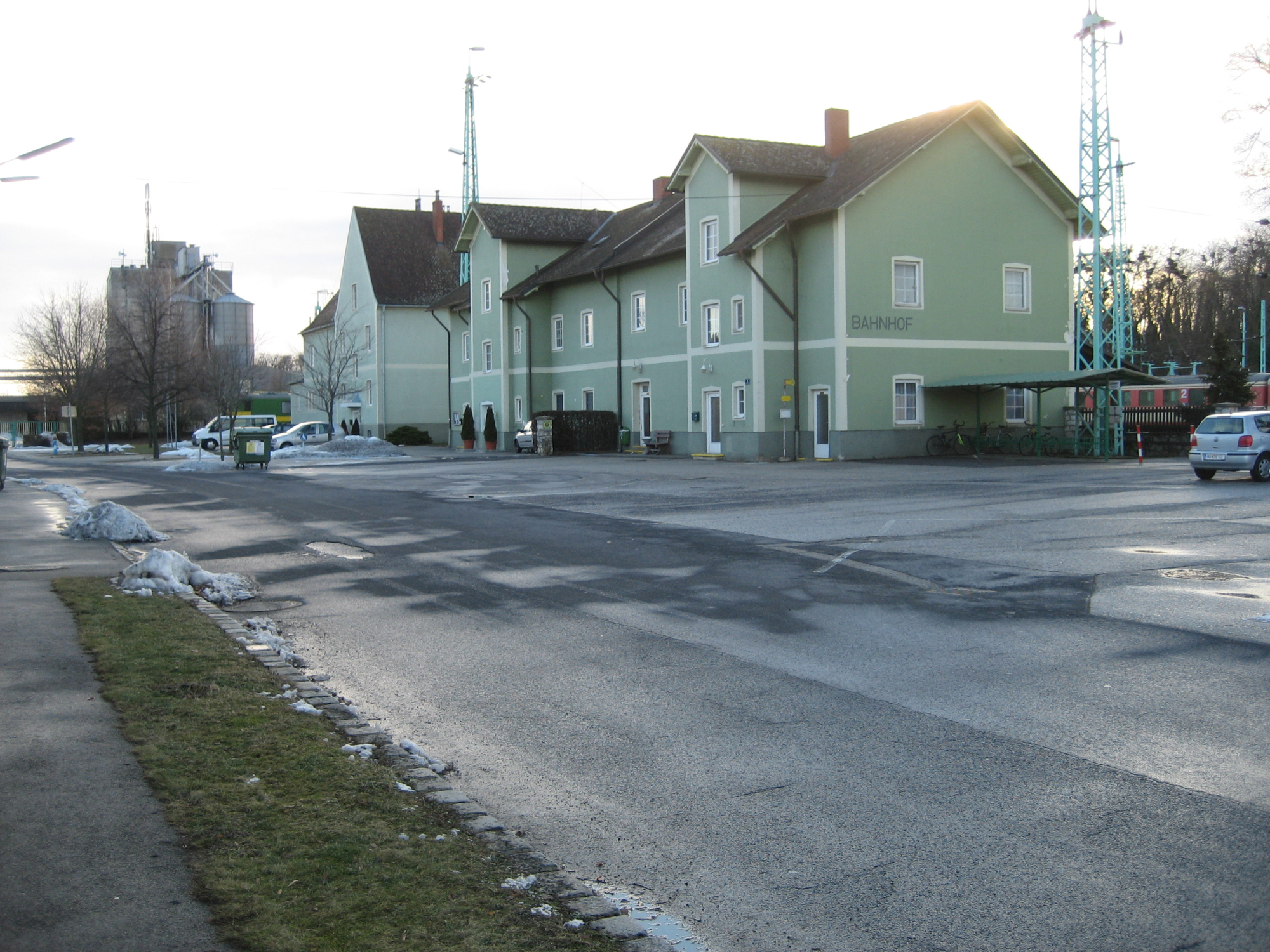
Vulkapordány
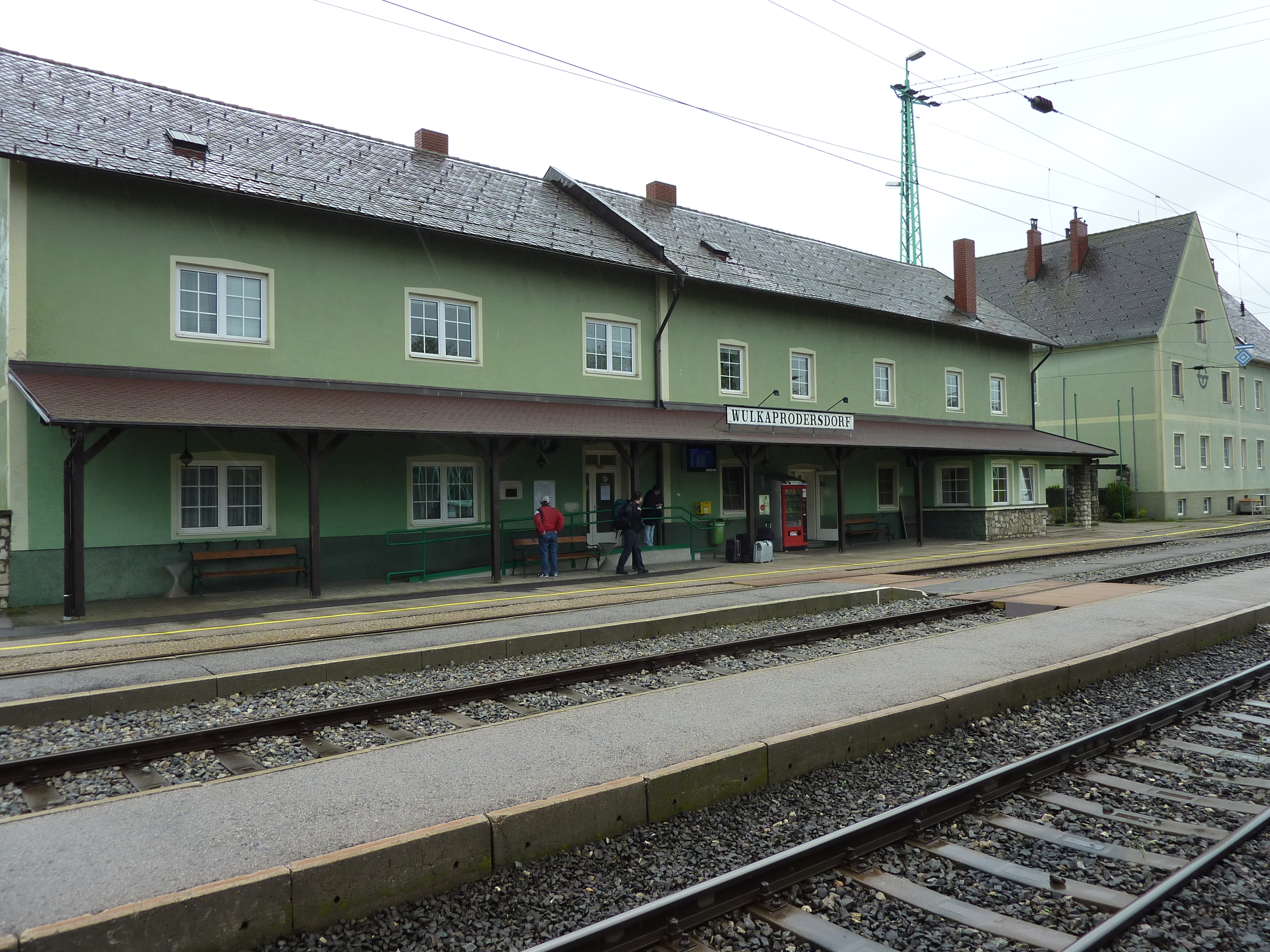
Vulkapordány
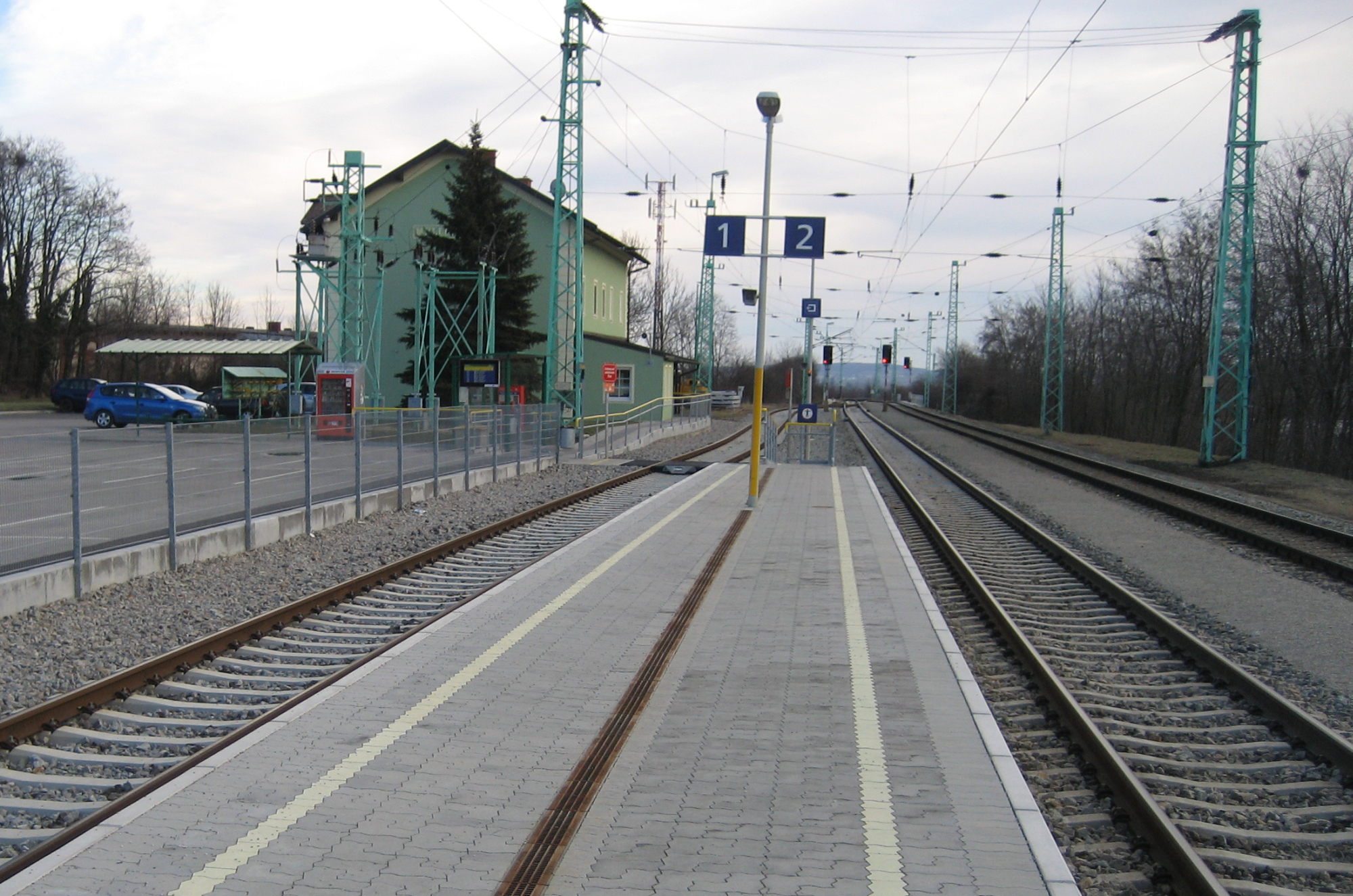
Szárazvám
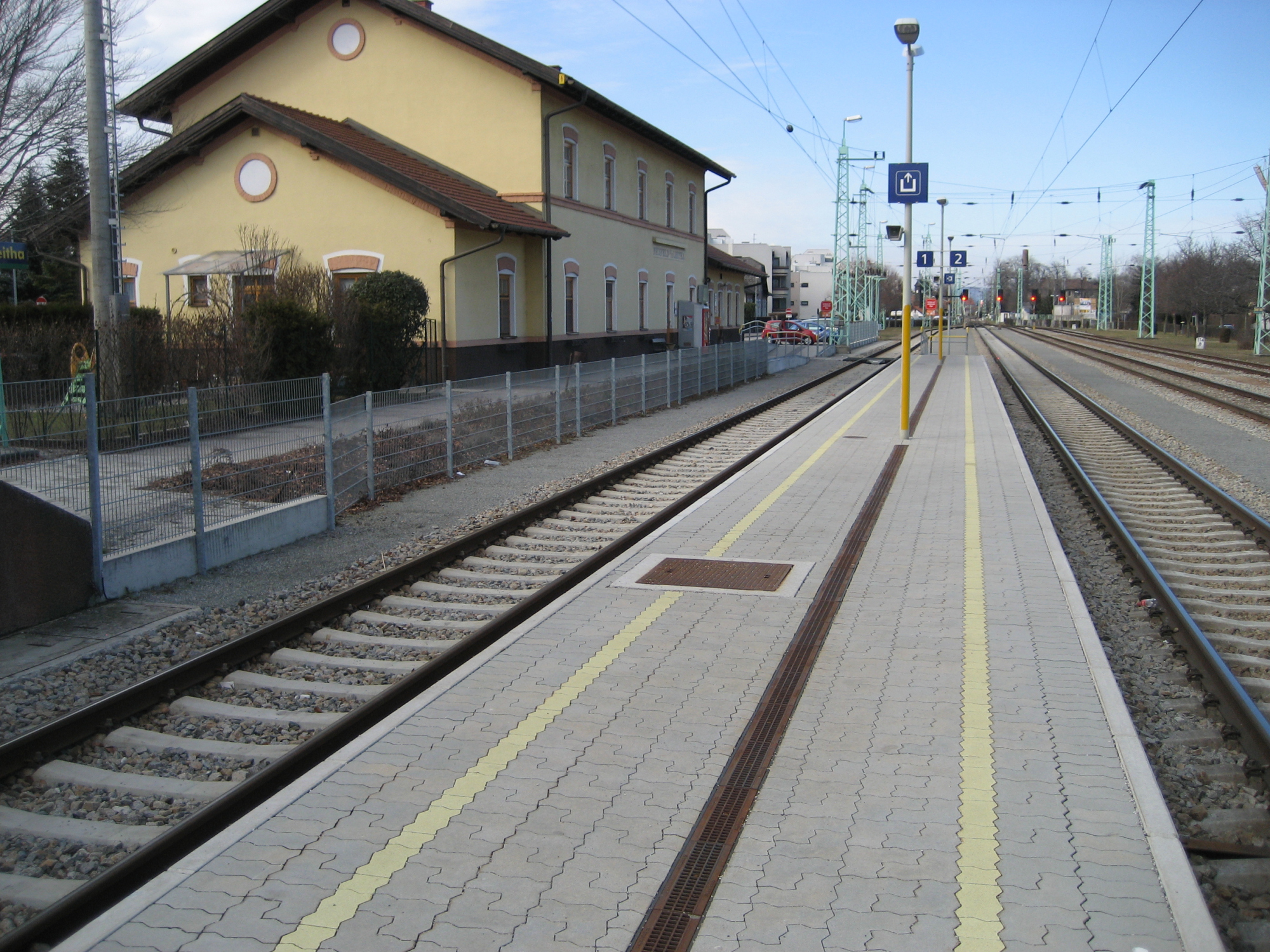
Lajtaújfalu
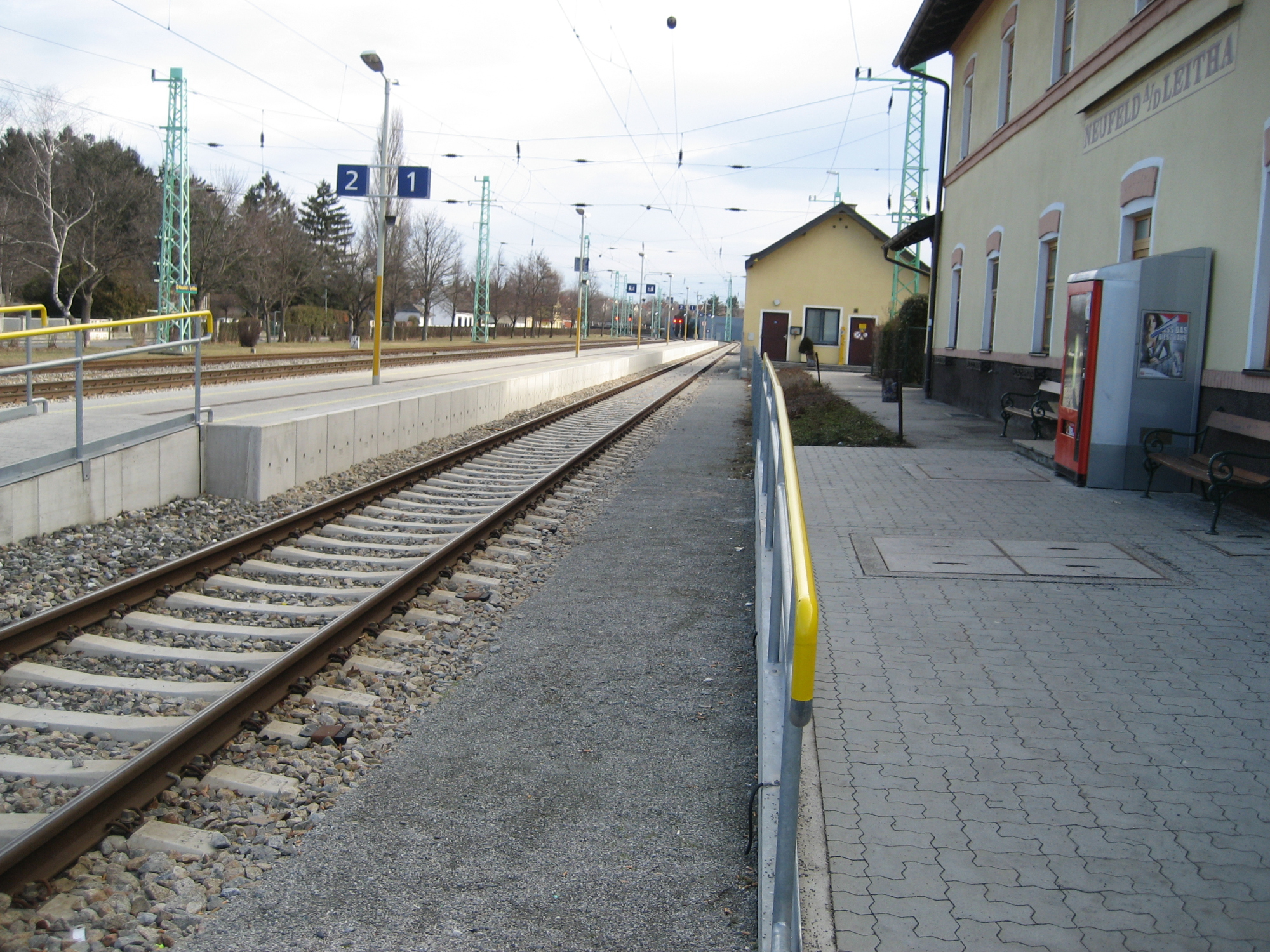
Lajtaújfalu
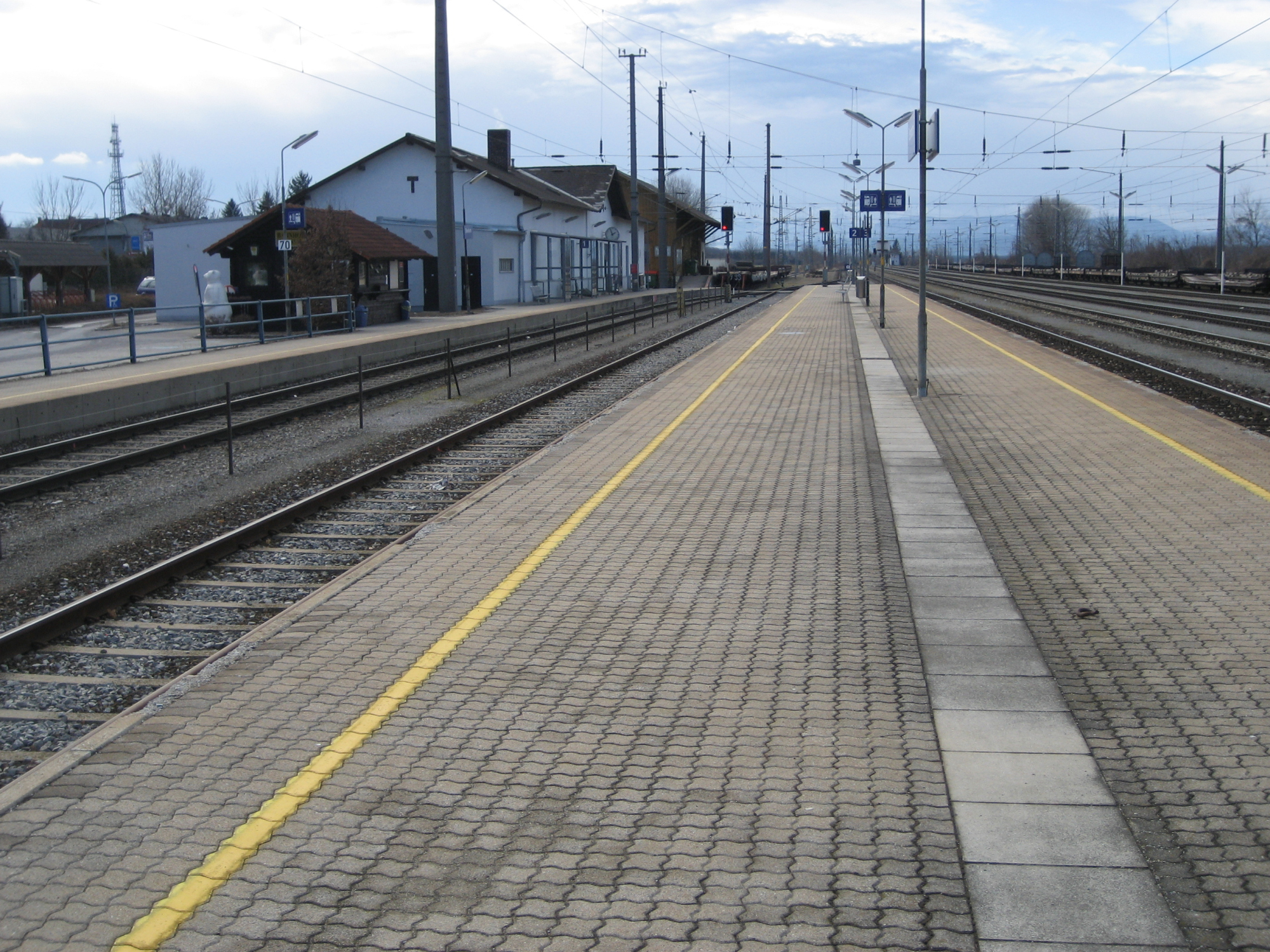
Ebenfurt